# Dallmann Seamount
Dallmann Seamount – góra podwodna na Oceanie Południowym.
Odkryta w kwietniu 1995 roku przez niemiecki statek badawczy Polarstern. Nazwany na cześć Eduarda Dallmanna (1830–1896), kierownika pierwszej niemieckiej wyprawy w rejon Antarktyki (1873–1874).  